# SingStar : Chansons magiques de Disney
SingStar : Chansons magiques de Disney (SingStar Singalong with Disney) est un jeu vidéo de karaoké pour PlayStation 2 de la série SingStar.

## Description
Il permet de chanter les 20 titres suivants dans leur version française :
- Cruella d'Enfer (Les 101 Dalmatiens)
- Ce rêve bleu (Aladdin)
- La Belle et la Bête (La Belle et la Bête)
- Bibbidi-Bobbidi-Boo (Cendrillon)
- Tendre Rêve (Cendrillon)
- Il se traîne (La Belle et le Clochard)
- En suivant le guide (Peter Pan)
- Vole ! (Peter Pan)
- Je voudrais (La Belle au Bois dormant)
- J'en ai rêvé (La Belle au Bois dormant)
- Enfant de l'homme (Tarzan)
- Tout le monde veut devenir un cat (Les Aristochats)
- Il en faut peu pour être heureux (Le Livre de la Jungle)
- Être un homme comme vous (Le Livre de la Jungle)
- Je voudrais déjà être roi (Le Roi Lion)
- L'histoire de la vie (Le Roi Lion)
- Sous l'océan (La Petite Sirène)
- Embrasse-la (La Petite Sirène)
- Je suis ton ami (Toy Story)
- Winnie l'Ourson (Winnie l'Ourson)